# Michel Pébereau
Pour les articles homonymes, voir Pébereau.
Michel Pébereau, né le 23 janvier 1942 à Paris, est un haut fonctionnaire  et dirigeant d'entreprise français.
Inspecteur général des finances, il conduit la privatisation de la BNP dont il devient le PDG en 1993 puis sa fusion avec la banque d'affaires Paribas en 2000 pour former BNP Paribas qu'il dirige jusqu'en 2003 et dont il est le président du conseil d’administration jusqu'en décembre 2011.
Il a été président de la Fondation ARC pour la recherche sur le cancer d'octobre 2014 à avril 2018. Il est actuellement Président du Centre des Professions Financières.

## Biographie

### Jeunesse et études
Il est le frère de Georges Pébereau et fils d'Alexandre Pébereau, conservateur des hypothèques. Ancien élève de l'École polytechnique (X 1961) et de l'École nationale d'administration, Michel Pébereau a choisi à la sortie de cette dernière l'Inspection des Finances.

### Parcours professionnel

#### Haute fonction publique
À partir de 1970, il est chargé de mission puis conseiller technique auprès du ministre de l'économie et des finances, Valéry Giscard d'Estaing. Il occupe ces fonctions durant quatre ans. Il reste au ministère jusqu'en 1982, notamment à la direction du Trésor. Il a également dirigé le cabinet de René Monory à partir de 1978 et jusqu’en 1980. Pendant cette période, il contribue notamment à la modernisation du marché des actions de Paris (Rapport Baumgartner) et à la création des « Sicav Monory ».

#### De la Banque nationale de Paris à BNP Paribas
Michel Pébereau quitte l’Administration pour rejoindre le Crédit commercial de France en 1982. Il mène à bien la privatisation de deux banques dont il sera le PDG : le CCF de 1986 à 1993, puis la Banque nationale de Paris (1993), devenue BNP Paribas en 2000, qu'il préside de 1993 à 2003. Cette dernière opération recueille en dix jours 2,8 millions de souscriptions, dont plus de 1,6 million de clients de la banque. 
De 1993 à 1999, un vaste travail de modernisation est entrepris, qui permettra à la BNP d’assurer sa pérennité et de saisir les opportunités de développement nées de la création de l’euro.
De 56 000 collaborateurs en 1993, le groupe passe à près de 90 000 en 2003, en prenant une dimension de plus en plus internationale, fondée sur un socle européen.
En août 1999, Michel Pébereau lance une double offre publique d'échange sur les titres de la Société générale et de Paribas. La première offre échoue, mais le succès de la seconde permet la création de BNP Paribas, entité dont il est le PDG de 2000 à 2003. Le rapprochement de ces deux banques à la culture différente a permis de créer une nouvelle entreprise dotée d'une culture cohérente fondée sur quatre valeurs (la réactivité, la créativité, l'engagement et l'ambition).
C’est à son initiative que la séparation des postes de président et directeur général au sein de BNP Paribas est décidée en 2003. Michel Pébereau nomme alors Baudouin Prot en qualité de directeur général. Depuis lors, il assume les fonctions de président du conseil d'administration du groupe BNP Paribas, qui compte désormais plus de 187 900 collaborateurs.
Lors de l'assemblée des actionnaires le 11 mai 2011, il annonce qu'il quittera cette fonction le 1er décembre 2011.
L'annonce lors de l'assemblée générale du 11 mai 2011 de sa succession donne lieu à de très nombreux hommages de la part des médias tant français qu'étrangers,,,.
Le 12 mars 2015, il annonce qu'il ne renouvellera pas son mandat qui se termine le 13 mai 2015. Il demeure président d'honneur de BNP Paribas ainsi que de la Fondation BNP Paribas.

#### Autres activités
Parallèlement à son activité de banquier, il enseigne à l'Institut d'études politiques de Paris en tant que maître de conférences de 1968 à 1981, puis en tant que professeur chargé du cours sur la politique économique de la France, de 1980 à 1997. Il est élu au conseil de direction de l'établissement qu’il préside bénévolement, de 1988 à 2013, et qui a pour mission de fixer les conditions d'admission des élèves, d'organiser les études et d'arrêter les règlements intérieurs de l'institut.
En 2005, il est chargé par Thierry Breton, ministre des finances, de créer une commission chargée d'étudier la dette de la France. Il rend son rapport le 14 décembre 2005.
Amateur d'ouvrages de science-fiction, il partage ponctuellement sa passion dans les colonnes du Journal du dimanche.
Il est élu le 26 novembre 2007 à l'Académie des sciences morales et politiques au fauteuil de Pierre Tabatoni.
Il est président de l'Institut de l'entreprise de janvier 2005 à 2010 ainsi que de l'Institut Aspen France, et par là même président du conseil de surveillance et du conseil d'orientation depuis novembre 2004.
Il a été considéré comme le conseiller le plus influent auprès du président Nicolas Sarkozy quant à la politique financière,.
Membre du Conseil d'administration de la Fondation ARC pour la recherche sur le cancer depuis septembre 2012, il est élu président le 30 octobre 2014 en remplacement de Jacques Raynaud. Son mandat s'est terminé en avril 2018 et Claude Tendil lui a succédé.
Il est également membre du comité de parrainage du Collège des Bernardins.

### Autres mandats sociaux
Il est ou a été notamment :
- Président du Centre des professions financières[18] depuis juin 2014, qui succède à Edmond Alphandéry.
- Administrateur de la Fondation Jean-Jacques Laffont – TSE (depuis 2008, et président du Club des partenaires ; président depuis 2018);
- Membre du Haut Conseil de l'éducation[19] (HCE), désigné par le président du Conseil économique et social, depuis sa création en 2005.
- Représentant de l'État au conseil d'administration d'EADS, posté laissé vacant par Louis Gallois, en 2007 (2007-2016);
- Président du Conseil d'administration de BNP Paribas et divers mandats sociaux dans les filiales de ce groupe.
- Administrateur d'Elf-Aquitaine, puis de Total (2000-2015);
- Administrateur de Saint-Gobain (1993-2013);
- Administrateur de Lafarge (1991-2011 ?)[20];
- Administrateur de EADS NV (Pays-Bas)
- Administrateur de Pargesa Holding (depuis 2005);
- Administrateur de  BNP Paribas SA (Suisse)
- Administrateur de Pierre Fabre Participations (depuis juillet 2008)
- Membre du conseil de surveillance d'Axa (1997-2010);
- Membre du conseil de surveillance de la Banque marocaine pour le commerce et l'industrie (BMCI) (Maroc)(depuis 2003)
- Censeur des Galeries Lafayette (1988-2014);
- Président d'honneur de l'association NQT
- Directeur du Conseil de direction de l'Institut d'études politiques de Paris (IEP) (1988-2013), et membre du Conseil d'administration de la FNSP (1988-2021)[21].

Anciens mandats
- Administrateur de  BNP Paribas UK Holding Ltd (Royaume-Uni) jusqu'en 2005

## Critiques
En 2009, alors même que BNP-Paribas fait partie des banques que l'Etat a soutenues face à la crise, Le Monde informe que Michel Pébereau devrait toucher 800 000 euros de retraite annuelle suscitant de nombreux commentaires dans la presse.
En 2010, une enquête du Monde signale le rôle central de la banque BNP Paribas dans le capitalisme de connivence français, citant plusieurs fois son PDG, Michel Pébereau. Cet épisode est à l'origine de la décision personnelle de Michel Pébereau et du refus de BNP Paribas, pourtant banque historique du Monde, d'aider le quotidien en grave difficulté.
L'enquête révèle que Michel Pébereau, en 2008, touche 265 200 euros de jetons de présence en tant qu'administrateur de cinq sociétés, ce qui est le maximum autorisé par la loi. À cela, s'ajoute sa rémunération de 1,713 million d'euros en tant que président de BNP Paribas.
En novembre 2012, à la suite des débats provoqués par le rapport de la Cour des comptes sur la gouvernance de Sciences Po, une assemblée d'étudiants et de salariés demande la démission de plusieurs personnalités de leurs fonctions, dont celle de Michel Pébereau du conseil de direction. Michel Pébereau ne se représente pas à sa succession en 2013, tout en rappelant que le conseil de direction qu'il préside ne s'occupe que de scolarité et ne prend aucune décision en matière de gestion.

## Distinctions
- Grand officier de la Légion d'honneur (2008)[28]

En 2001, Michel Pébereau a été élu “Financier de l’Année” par l’Association nationale des docteurs ès sciences économiques et “Stratège de l’année” par La Tribune.
En 2009, il est de nouveau élu “Financier de l’Année” avec Baudouin Prot.

## Ouvrages
- La politique économique de la France (3 vol.):

1. Les instruments, 1985  (ISBN 2-20-031217-2)
2. Les objectifs, 1987  (ISBN 2-20-031230-X)
3. Les relations économiques, financières et monétaires internationales, 1990  (ISBN 2-01-013006-5)

- La France face à sa dette, 2006  (ISBN 2-22-110838-8)
- C'est possible ! Voici comment…, avec Bernard Spitz et l'Institut de l'entreprise, Robert Laffont, 2007  (ISBN 2-221-10823-X)
- Rapport Pébereau : 7 ans après[29], article extrait de l'Année des Professions Financières[30], édition 2013.
- Recréer le système monétaire international avec Jean-Claude Trichet, Jean Baechler, et Jacques de Larosière, Paris, Hermann, 2015